# Clonaria deschauenseei
Clonaria deschauenseei är en insektsart som beskrevs av Rehn, J.A.G. 1933. Clonaria deschauenseei ingår i släktet Clonaria och familjen Diapheromeridae. Inga underarter finns listade i Catalogue of Life.